# مجزرة عائلة العصار (7 نوفمبر 2023)
عائلة العصار (7 نوفمبر 2023) هي مجزرةٌ ارتكبها سلاح الجوّ الإسرائيلي حينما أغارَ على منزل يتبع لعائلة العصار الموجود في مخيم النصيرات. وخلال ساعات العصر الأولى ليوم الثلاثاء الموافق 7 نوفمبر 2023 قام سلاح الجو بشن سلسلة غارات استهدفت عمارة سكنية لعائلة العصار بالإضافة إلى تضرر عدة منازل مجاورة. هذه المجزرة من ضمن عدة مجازر وقعت خلال عملية طوفان الأقصى. تسبّبت هذه المجزرة الإسرائيليّة والتي استهدفت عائلة العصار إلى استشهاد أكثر من 12 شهيداً من عائلة العصار وجميعهم من عائلة واحدة، بالإضافة إلى عدد من عائلة أبو مطر الذين نزحوا إلى منزل عائلة العصار، ومعظمهم أطفال ونساء إضافة إلى عشرات الجرحى وعدد كبير من المفقودين.

## خلفية الحدث
في ساعاتِ الصباح الأولى من يوم السابع من أكتوبر 2023 أطلقت حركة المقاومة الإسلامية حماس عبر ذراعها العسكري كتائب الشهيد عز الدين القسام عملية طوفان الأقصى وذلك ردًا على الاعتداءات الإسرائيلية وتدنيس الأقصى والاستمرار في الاستيطان، كما أكّد على ذلك محمد الضيف القائد العام للقسّام والذي أعطى إشارة انطلاق العمليّة التي شهدت اقتحامًا من المقاومين لمستوطنات غلاف غزة ونجحوا في قتلِ عدد كبيرٍ من الجنود الإسرائيلين، وأسر عشرات آخرين كما استطاعوا خلال ساعات قطع عشرات الكيلومترات ووصلوا لمستوطنات أبعد من تلك المحيطة والقريبة من قطاع غزة.
استمرَّت الاشتباكات بين الجيش الإسرائيلي وبين المقاومين في عديد من المستوطنات وعلى رأسها مستوطنة سديروت. الرد الإسرائيلي على هذه العمليّة جاء من خلال شنّ سلاح الجو الإسرائيلي عشرات الغارات العشوائيّة على القطاع متسبّبة في مقتل عشرات المدنيين وتدمير البنية التحتية لمدن القطاع، ليصل حد فرض إغلاق شامل وقطع متعمد لكل الخدمات من ماء وكهرباء وغاز، وهو ما هدَّد حياة أكثر من مليونَي فلسطيني يعيشُ داخل القطاع الذي يُعاني أصلًا من تبعات الحصار الخانق عليهم منذ ستة عشر عاماً.
وفي مساء يوم 27 أكتوبر/تشرين الأول، أعلن جيش الاحتلال الإسرائيلي بدء الهجوم بري على قطاع غزة من خلال بدء التوغل في بلدة بيت حانون ومخيم البريج. حدث الهجوم وسط سلسلة من الغارات الجوية الإسرائيلية واسعة النطاق التي أدت إلى قطع الاتصالات المتنقلة والوصول إلى الإنترنت في غزة.

## الضحايا
1. أبو سامي أبو مطر.
2. أم سامي أبو مطر.
3. ياسين العصار.
4. شيماء ياسين العصار.
5. أحمد حسين العصار.
6. ليان ياسين العصار .
7. محمود ياسين العصار.
8. محمد أحمد العصار.
9. مها أحمد العصار.
10. سعدة أحمد العصار .
11. عبيدة عمر أبو مطر.
12. إسلام عمر أبو مطر.